# Salicylate de potassium
Le salicylate de potassium est le sel de potassium de l'acide salicylique, de formule KC7H5O3.